# Capitanes de Arecibo 2021 (pallavolo)
Questa voce raccoglie le informazioni riguardanti i Capitanes de Arecibo nelle competizioni ufficiali della stagione 2021.

## Organigramma societario
Area direttiva
- Presidente: Frabián Elí Carrión

Area tecnica
- Primo allenatore: David Alemán

## Rosa
| N° | Nome                  | Ruolo | Data di nascita  | Nazionalità sportiva |
| -- | --------------------- | ----- | ---------------- | -------------------- |
| 1  | Edgardo Goás          | P     | 27 gennaio 1989  | Porto Rico           |
| 2  | Ulises Maldonado      | O     | 3 marzo 1989     | Porto Rico           |
| 3  | David Menéndez        | C     | 22 febbraio 1988 | Porto Rico           |
| 4  | Pedro Cabrera         | L     | 15 gennaio 1990  | Porto Rico           |
| 5  | Alexander Robles      | S     | 22 ottobre 1989  | Porto Rico           |
| 6  | Jorge Otero           | O     | 3 marzo 1988     | Porto Rico           |
| 7  | Eduardo Hernández     | S     | 22 ottobre 1990  | Porto Rico           |
| 8  | Jonathan King         | C     | 12 agosto 1982   | Porto Rico           |
| 9  | Yunieski Ramírez      | S     | 13 febbraio 1986 | Porto Rico           |
| 10 | Ezequiel Cruz         | S     | 15 luglio 1986   | Porto Rico           |
| 13 | Alexis Colón          | C     | 30 maggio 1990   | Porto Rico           |
| 14 | Juan Carlos Rodríguez | P     | 1º ottobre 1992  | Porto Rico           |
| 23 | José Pacheco          | L     | 20 marzo 1997    | Porto Rico           |

## Mercato
| Acquisti | Acquisti              | Acquisti         | Acquisti   |
| R.       | Nome                  | da               | Modalità   |
| -------- | --------------------- | ---------------- | ---------- |
| P        | Edgardo Goás          | -                | definitivo |
| O        | Ulises Maldonado      | -                | definitivo |
| C        | David Menéndez        | -                | definitivo |
| L        | Pedro Cabrera         | -                | definitivo |
| S        | Alexander Robles      | -                | definitivo |
| O        | Jorge Otero           | -                | definitivo |
| S        | Eduardo Hernández     | Dallas Tornadoes | definitivo |
| C        | Jonathan King         | -                | definitivo |
| S        | Yunieski Ramírez      | -                | definitivo |
| S        | Ezequiel Cruz         | -                | definitivo |
| C        | Alexis Colón          | -                | definitivo |
| P        | Juan Carlos Rodríguez | -                | definitivo |
| L        | José Pacheco          | -                | definitivo |

| Cessioni | Cessioni | Cessioni | Cessioni |
| R. | Nome     | a        | Modalità |
| --- | -------- | -------- | -------- |
| Non sono avvenuti movimenti di mercato in uscita perché la società è stata inattiva nella stagione precedente |          |          |          |

## Risultati

### LVSM

#### Regular season
| 1ª giornata - 17 settembre 2021 Coliseo Manuel Iguina, Arecibo           | Capitanes de Arecibo     | 1 - 3 | Indios de Mayagüez       | 20-25, 25-22, 9-25, 23-25         |
| 2ª giornata - 19 settembre 2021 Coliseo Guillermo Angulo, Carolina       | Gigantes de Carolina     | 0 - 3 | Capitanes de Arecibo     | 16-25, 16-25, 23-25               |
| 3ª giornata - 24 settembre 2021 Coliseo Raúl "Pipote" Oliveras, Yauco    | Cafeteros de Yauco       | 1 - 3 | Capitanes de Arecibo     | 24-26, 23-25, 25-23, 21-25        |
| 4ª giornata - 26 settembre 2021 Coliseo Mario Morales, Guaynabo          | Mets de Guaynabo         | 3 - 2 | Capitanes de Arecibo     | 21-25, 25-14, 24-26, 25-13, 15-9  |
| 5ª giornata - 1º ottobre 2021 Coliseo Manuel Iguina, Arecibo             | Capitanes de Arecibo     | 3 - 0 | Caribes de San Sebastián | 25-23, 25-21, 25-19               |
| 6ª giornata - 2 ottobre 2021 Coliseo Félix Méndez Acevedo, Lares         | Patriotas de Lares       | 2 - 3 | Capitanes de Arecibo     | 18-25, 25-19, 28-26, 16-25, 8-15  |
| 7ª giornata - 8 ottobre 2021 Coliseo Manuel Iguina, Arecibo              | Capitanes de Arecibo     | 1 - 3 | Changos de Naranjito     | 25-18, 22-25, 23-25, 20-25        |
| 8ª giornata - 10 ottobre 2021 Palacio de Recreación y Deportes, Mayagüez | Indios de Mayagüez       | 3 - 2 | Capitanes de Arecibo     | 25-20, 25-17, 20-25, 22-25, 15-11 |
| 9ª giornata - 14 ottobre 2021 Coliseo Gelito Ortega, Naranjito           | Changos de Naranjito     | 3 - 1 | Capitanes de Arecibo     | 25-17, 19-25, 25-17, 25-21        |
| 10ª giornata - 17 ottobre 2021 Coliseo Manuel Iguina, Arecibo            | Capitanes de Arecibo     | 3 - 0 | Patriotas de Lares       | 25-18, 25-14, 25-21               |
| 11ª giornata - 21 ottobre 2021 Coliseo Luis Aymat Cardona, San Sebastián | Caribes de San Sebastián | 3 - 1 | Capitanes de Arecibo     | 25-21, 22-25, 32-30, 25-20        |
| 12ª giornata - 23 ottobre 2021 Coliseo Manuel Iguina, Arecibo            | Capitanes de Arecibo     | 1 - 3 | Mets de Guaynabo         | 20-25, 21-25, 25-19, 21-25        |
| 13ª giornata - 31 ottobre 2021 Coliseo Manuel Iguina, Arecibo            | Capitanes de Arecibo     | 3 - 1 | Gigantes de Carolina     | 25-22, 20-25, 25-21, 25-19        |
| 14ª giornata - 3 novembre 2021 Coliseo Manuel Iguina, Arecibo            | Capitanes de Arecibo     | 3 - 0 | Cafeteros de Yauco       | 25-20, 25-19, 25-19               |

#### Play-off
| Quarti di finale (gara 1) - 6 novembre 2021 Coliseo Gelito Ortega, Naranjito           | Changos de Naranjito     | 3 - 1 | Capitanes de Arecibo     | 25-21, 21-25, 25-22, 25-23        |
| Quarti di finale (gara 2) - 8 novembre 2021 Palacio de Recreación y Deportes, Mayagüez | Indios de Mayagüez       | 0 - 3 | Capitanes de Arecibo     | 20-25, 20-25, 23-25               |
| Quarti di finale (gara 4) - 12 novembre 2021 Coliseo Manuel Iguina, Arecibo            | Capitanes de Arecibo     | 1 - 3 | Indios de Mayagüez       | 20-25, 25-22, 21-25, 23-25        |
| Quarti di finale (gara 5) - 14 novembre 2021 Coliseo Manuel Iguina, Arecibo            | Capitanes de Arecibo     | 3 - 2 | Changos de Naranjito     | 23-25, 25-22, 18-25, 25-21, 15-5  |
| Quarti di finale (spareggio) - 18 novembre 2021 Coliseo Manuel Iguina, Arecibo         | Capitanes de Arecibo     | 3 - 2 | Indios de Mayagüez       | 17-25, 22-25, 25-20, 25-20, 16-14 |
| Semifinali (gara 1) - 20 novembre 2021 Coliseo Luis Aymat Cardona, San Sebastián       | Caribes de San Sebastián | 3 - 0 | Capitanes de Arecibo     | 18-25, 19-25, 24-26               |
| Semifinali (gara 2) - 22 novembre 2021 Coliseo Manuel Iguina, Arecibo                  | Capitanes de Arecibo     | 1 - 3 | Caribes de San Sebastián | 22-25, 26-28, 25-23, 25-27        |
| Semifinali (gara 3) - 24 novembre 2021 Coliseo Luis Aymat Cardona, San Sebastián       | Caribes de San Sebastián | 3 - 0 | Capitanes de Arecibo     | 25-21, 25-23, 26-24               |
| Semifinali (gara 4) - 26 novembre 2021 Coliseo Manuel Iguina, Arecibo                  | Capitanes de Arecibo     | 2 - 3 | Caribes de San Sebastián | 25-12, 26-28, 25-20, 21-25, 11-15 |
| Semifinali (gara 5) - 2 dicembre 2021 Coliseo Félix Méndez Acevedo, Lares              | Caribes de San Sebastián | 3 - 0 | Capitanes de Arecibo     | 25-22, 27-25, 25-23               |

## Statistiche

### Statistiche di squadra
| Competizione | Punti | In casa | In casa | In casa | In trasferta | In trasferta | In trasferta | Totale | Totale | Totale |
| Competizione | Punti | G       | V       | P       | G            | V            | P            | G      | V      | P      |
| ------------ | ----- | ------- | ------- | ------- | ------------ | ------------ | ------------ | ------ | ------ | ------ |
| LVSM         | 22    | 12      | 6       | 6       | 12           | 4            | 8            | 24     | 10     | 14     |
| Totale       | -     | 12      | 6       | 6       | 12           | 4            | 8            | 24     | 10     | 14     |

G = partite giocate; V = partite vinte; P = partite perse